# Michał Majewski (szermierz)
Michał Majewski (ur. 23 lutego 1987) – polski florecista, brązowy medalista mistrzostw świata i czterokrotny medalista mistrzostw Europy, indywidualny mistrz Polski (2007). Zawodnik AWF AZS Warszawa.

## Kariera sportowa
Podczas mistrzostw świata w Pekinie w 2008 roku Polacy w składzie: Michał Majewski, Radosław Glonek, Marcin Zawada i Sławomir Mocek zdobyli brązowy medal w zawodach drużynowych. Był też między innymi dziesiąty w tej konkurencji na mistrzostwach świata w Kazaniu w 2014 roku.
Zdobył srebro w rywalizacji drużynowej na mistrzostwach Europy w Izmirze (2006). Drużynowo zdobył następnie złoto na mistrzostwach Europy w Kijowie (2008) i srebro na mistrzostwach Europy w Zagrzebiu (2013). Ponadto na mistrzostwach Europy w Legnano (2012) zdobył indywidualnie brązowy medal.
Jest indywidualnym mistrzem Polski z 2007 oraz drużynowym mistrzem Polski z 2004 i 2008, zdobył także srebrny medal w turnieju drużynowym w 2007, 2013 i 2020, srebrny medal w turnieju indywidualnym w 2012 i 2013, brązowy medal w turnieju indywidualnym w 2005, 2006 i 2020 oraz brązowy medal w turnieju drużynowym w 2006.
Dwukrotnie zdobywał brązowy medal mistrzostw Europy juniorów w turnieju indywidualnym (2005, 2006), a raz srebrny medal mistrzostw Europy juniorów w turnieju drużynowym (2005).
Nigdy nie wziął udziału w igrzyskach olimpijskich.
24 maja 2009 Trybunał Dyscyplinarny FIE zdecydował o nałożeniu na Polaka dwuletniej bezwzględnej dyskwalifikacji za przestępstwo dopingowe. Został zdyskwalifikowany przez Polską Agencję Antydopingową na okres czterech lat od 25 maja 2019 do 24 maja 2023 w związku z naruszeniem przepisów.